# ウシャク県
ウシャク県（ウシャクけん、トルコ語: Uşak ili）は、トルコ西部、エーゲ海地方の県である。ウシャック県とも。
時計回りに北にキュタヒヤ、東にアフィヨン、南にデニズリ、西にマニサと接している。県都はウシャク。

## 下位自治体
ウシャク県には6つの下位自治体がある。
- ウシャク（Uşak）
- バナズ（Banaz）
- エシュメ（Eşme）
- カラハッル（Karahallı）
- スィヴァスル（Sivaslı）
- ウルベイ（Ulubey）